# Bread
Bread — рок-группа из США, образована в 1969 году в Лос-Анджелесе по инициативе студийного музыканта, композитора, аранжировщика и продюсера Дэвида Гейтса (11.12.1940, Талса, Оклахома, США) — вокал, гитара, бас, клавишные (как сессионный музыкант он сотрудничал с Дюеном Эдди и Гленом Кэмпбеллом, как автор — с The Carpenters, а как аранжировщик — с Элвисом Пресли, и как продюсер — с Пэтом Буном). В первый состав также вошли Робб Ройер (Robb Royer) — гитара, бас, клавишные, с которым Гейтс познакомился во время работы над альбомом группы Ройера The Pleasure Faire, и композитор и музыкант Джеймс Гриффин (James Griffin) Теннесси, США — гитара, клавишные, вокал.
Изначально музыканты не рассчитывали на коммерческий успех, однако их дебютный альбом «Bread», записанный при участии сессионного ударника Джима Гордона (Jim Gordon), сразу получил признание в кругах сторонников мелодичного софт-рока. В конце 1969 года к группе присоединился Майк Боттс (Mike Botts), Сакраменто, Калифорния, США — ударные, и вместе с ним Bread записали следующий лонгплей «On The Waters», в который вошла песня «Make It With You», которая была издана также как сингл и разошлась миллионным тиражом. В альбом «Manna» вошёл очередной «золотой» хит — «If».
В 1971 году Робба Ройера заменил Лэрри Нечтел (Larry Knechtel), Белл, Калифорния, США — гитара, бас, клавишные, правда это привело к снижению популярности записей группы. Очередными хитами стали «Baby I’m A Want You» (1971), а также «Everything I Own» и «Guitar Man» (оба 1972 года). Непонимание между Гейтсом и Гриффином довели в 1973 году до распада группы. Оба посвятили себя сольной деятельности, а Боттс присоединился к аккомпанирующей группе Линды Ронстадт.
В 1976 квартет возобновил деятельность и записал альбом «Lost Without Your Love», заглавный сингл, с которого попал в американский Тор 10. Вскоре Гриффина на концертах сменил гитарист Дин Паркс (Dean Parks). Сольный альбом Гейтса «Goodbye Girl» не имел успеха, и музыканты решили, что софт-роковые мелодии Гейтса уже вышли из моды, поэтому прекратили совместную деятельность.
В 1994 году Ройер, Гриффин и Нечтел объединились под названием Toast. В 1996 году, отбросив наконец все разногласия, Гейтс, Гриффин, Боттс и Нечтел воссоздали Bread для «25th Anniversary» турне по США, Южной Африке, Европе и Азии. Для создания полноценного звука, как на дисках, группе на концертах аккомпанировала струнная секция и другие приглашенные музыканты. Турне получилось настолько успешным, что было продлено и на следующий 1997 год. После чего музыканты Bread продолжили свои сольные карьеры.
В 2005 году Джеймс Гриффин и Майк Боттс скончались в возрасте 61 года от рака (11 января и 9 декабря соответственно). В 2006 году группа Bread была принята в «Зал славы вокальных групп» (Vocal Group Hall of Fame). 20 августа 2009 года в возрасте 69 лет от сердечного приступа скончался Лэрри Нечтел.
Роб Ройер продолжает заниматься музыкой, переселившись на Виргинские острова и работая с местными музыкантами, в то время как Дэйвид Гейтс довольствуется выходом на пенсию на своем ранчо в Северной Калифорнии. В 2010 году Роб Ройер выпустил альбом «Jimmy Griffin», состоящий из песен, написанных им и Джеймсом Гриффином. B 2014 году вышла первая биография группы The Bread, издательства Helter Skelter (Великобритания), которая написана при полном сотрудничестве Роба Ройера и многих других членов семей и коллег-музыкантов The Bread.

## Дискография
| - 1969 — Bread - 1970 — On the Waters - 1971 — Manna - 1972 — Baby I’m a Want You - 1972 — Guitar Man - 1973 — The Best of Bread Volume 1 - 1974 — The Best of Bread Volume 2 - 1977 — Lost Without Your Love - 1977 — The Sound of Bread - 1985 — Anthology of Bread - 1987 — The Collection — Bread & David Gates - 1993 — Let Your Love Go - 1996 — Retrospective - 2001 — The Best of Bread - 2001 — Essentials - 2006 — The Definite Collection - 2008 — Works | Дэвид Гейтс - 1973 — First - 1975 — Never Let Her Go - 1978 — Goodbye Girl - 1979 — Songbook - 1980 — Falling in Love Again - 1981 — Take Me Now - 1994 — Love Is Always Seventeen - 2013 — David Gates (The Early Years 1962—1967) Джеймс Гриффин - 1973 — Breakin’ Up Is Easy - 1977 — James Griffin - 1982 — Griffin & Sylvester - 2005 — Break and Run - 2010 — Jimmy Griffin - 2013 — Just Like Yesterday: The Solo Anthology 1974—77 |